# Herbie Nichols
Herbie Nichols (Herbert Horatio Nichols, Nueva York, 3 de enero de 1919 - 14 de abril de 1963) fue un compositor y pianista de jazz, norteamericano.

## Historial
Aprendió a tocar el piano clásico (su padre le prohibió tocar jazz). Sin embargo, en 1937 se incorpora a un grupo llamado "Royal Baron Orchestra", donde conoce a George Duvivier. En 1938 tiene contacto con Lester Young y Dizzy Gillespie, participando en sesiones informales de primigenio be bop. En 1941 abandona un tiempo la escena musical, al ser incorporado al ejército de infantería, periodo que aprovecha para componer y realizar activismo social a favor de los negros. En 1944, ya licenciado, lo encontramos en Harlem tocando con diversas bandas, entre ellas una con Sahib Sihab, y después con músicos como Herman Autrey (1945) o Illinois Jacquet (1946). Es en esta época cuando conoce a Thelonious Monk, que influiría profundamente en su estilo pianístico. Más tarde toca con John Kirby (1947), Lucky Thompson (1951) y Mary Lou Williams (1952), y realiza su primera grabación  como líder de su propio cuarteto. Después toca dixieland con Doc Cheatham y bop con Sonny Stitt; también con Rex Stewart, Arnett Cobb y Art Blakey, con quien graba su primer disco para Blue Note, que obtiene gran resonancia, aunque por razones económicas debe seguir tocando con grupos de dixieland y rhythm and blues. Muere de leucemia.
Nichols está considerado uno de los "artistas malditos" de la historia del jazz, condenado a tocar una música muy alejada de la que era capaz de escribir y de improvisar, audaz y armónicamente rica, acercándose incluso a un primario free jazz. como compositor, es autor de algunos temas célebres, como "Lady sings the blues", que popularizó Billie Holiday.

## Discografía esencial

### A su nombre
- 1955 The Prophetic Herbie Nichols Vol. 1 - con Art Blakey (batería) y Al McKibbon (contrabajo)
- 1955 The Prophetic Herbie Nichols Vol. 2 - con Art Blakey (batería) y Al McKibbon (contrabajo)
- 1956 Herbie Nichols Trio - con Max Roach (batería) y Teddy Kotick (contrabajo)
- 1957 Love, Gloom, Cash, Love - con Dannie Richmond (batería) y George Duvivier (contrabajo)

### Recopilaciones
- 1997 The Complete Blue Note Recordings (grabado en 1955-56) - con Al McKibbon o Teddy Kotick (contrabajo) y Art Blakey o Max Roach (batería)